# Xanthoparmelia obscurata
Xanthoparmelia obscurata är en lavart som beskrevs av Hale. Xanthoparmelia obscurata ingår i släktet Xanthoparmelia och familjen Parmeliaceae.   Inga underarter finns listade i Catalogue of Life.